# Dimitar Iliew (Fußballspieler)
Dimitar Iliew (bulgarisch Димитър Илиев; * 25. September 1988 in Plowdiw) ist ein bulgarischer Fußballspieler. Er spielt seit Sommer 2014 bei Wisła Płock in der 1. Liga, der zweithöchsten polnischen Spielklasse.

## Karriere
Iliew begann seine Karriere bei Lokomotive Plowdiw, wo er 2005 in die erste Mannschaft geholt wurde. In der Saison 2006/07 gab er sein Debüt auf europäischer Klubebene, nachdem sich Lokomotive im Vorjahr mit Platz fünf für den UI-Cup qualifizierte. Im Spiel der 2. Runde gegen Farul Constanța am 8. Juli 2006 wurde er in der 77. Minute eingewechselt. Das Spiel endete 1:1. In den folgenden Jahren wurde Iliew mit Lokomotive zweimal Dritter (06/07, 07/08) und Sechster der Liga (08/09).
Anfang 2010 unterschrieb er beim Vizemeister ZSKA Sofia, wurde aber umgehend an Minjor Pernik ausgeliehen, mit denen er Platz acht erreichte. In der Hinrunde 2010/11 kam er zu fünf Einsätzen für ZSKA, ehe er in der Rückrunde an Pirin Blagoewgrad ausgeliehen wurde. Im Sommer 2011 nahm ihn PFK Montana unter Vertrag. Ein Jahr später wechselte er zu Lokomotive Sofia. Mit seinem neuen Team schaffte er in den Spielzeiten 2012/13 und 2013/14 knapp den Klassenverbleib. Im Sommer 2014 wechselte er zum polnischen Zweitligisten Wisła Płock. Drei Spielzeiten blieb er dort, ging innerhalb Polens zu Bielsko-Biala und 2018 zurück zu Lokomotive Plowdiw. Dort war er so erfolgreich, dass er 2020 und im Jahr darauf 13 mal für die bulgarische Nationalmannschaft auflaufen konnte.